# Аршан (Бурятія)
Аршан (рос. Аршан) — село Тункинського району, Бурятії Росії. Входить до складу Сільського поселення Аршан.
Населення — 2665 осіб (2015 рік).
Засноване 1912 року.

## Галерея

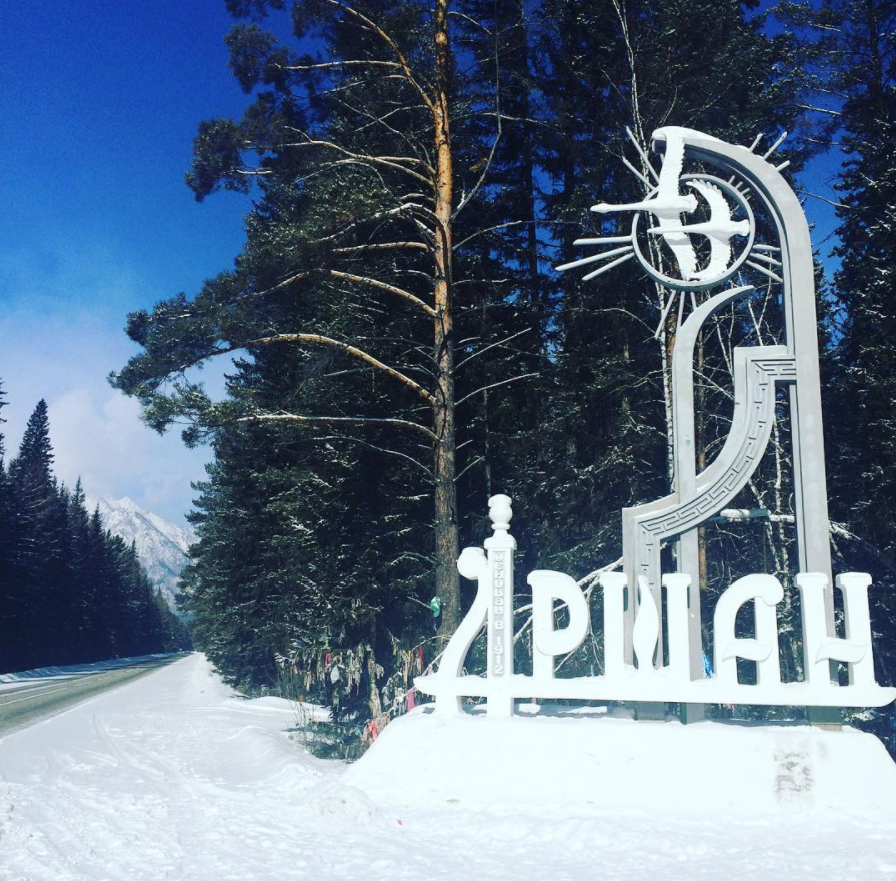
При в'їзді в Аршан
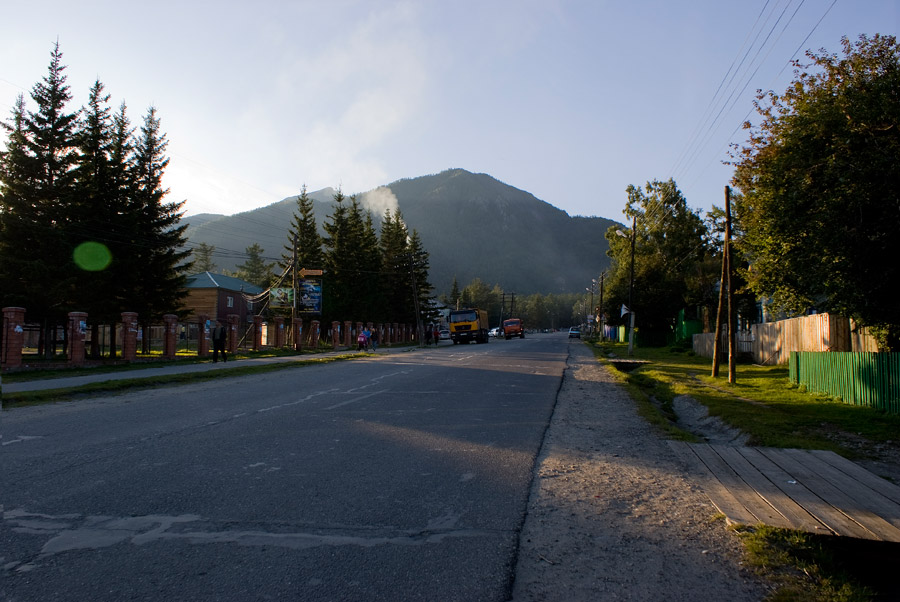
Головна вулиця
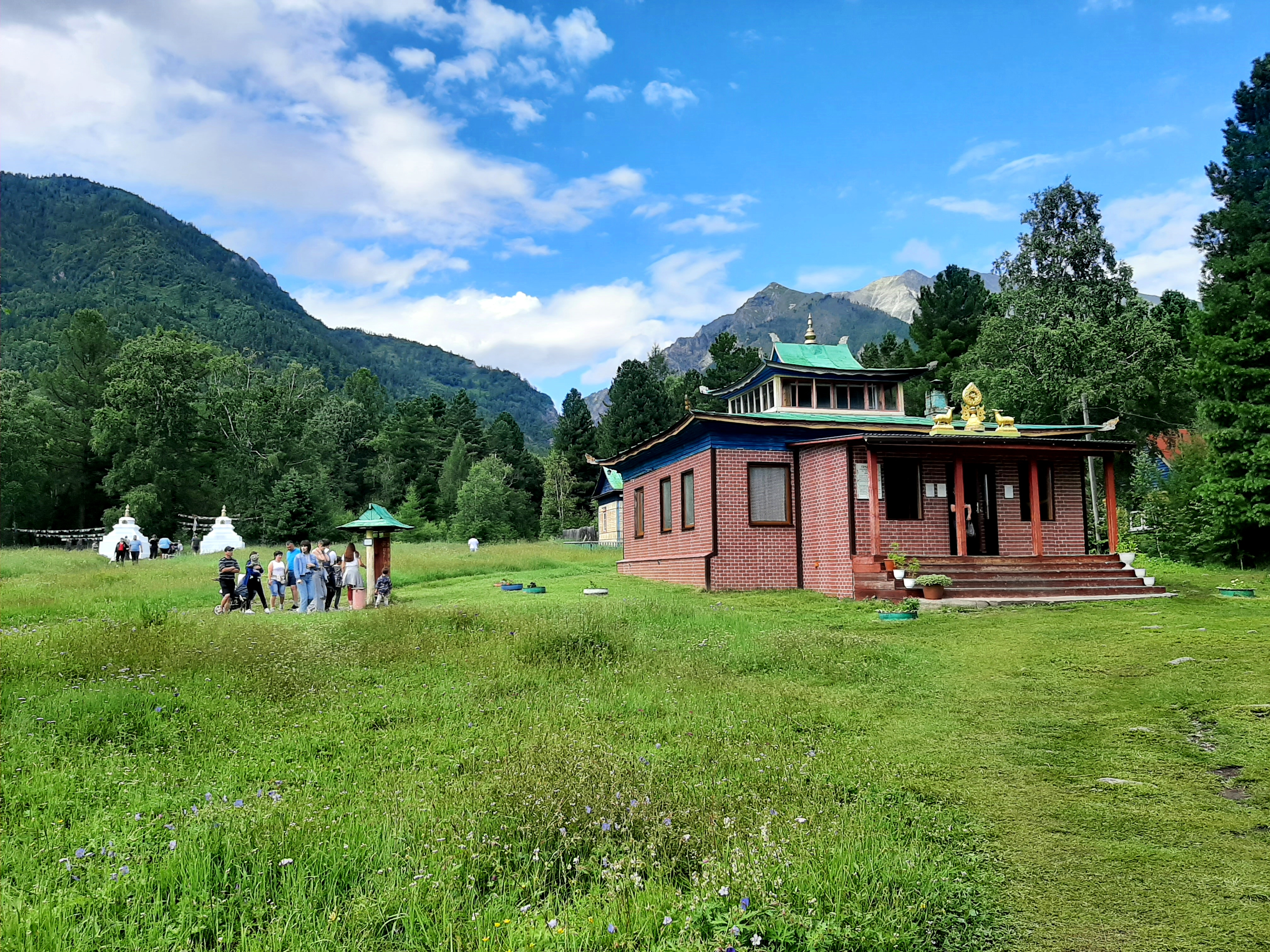
Хойморський дацан «Бодхідхарма», 2022
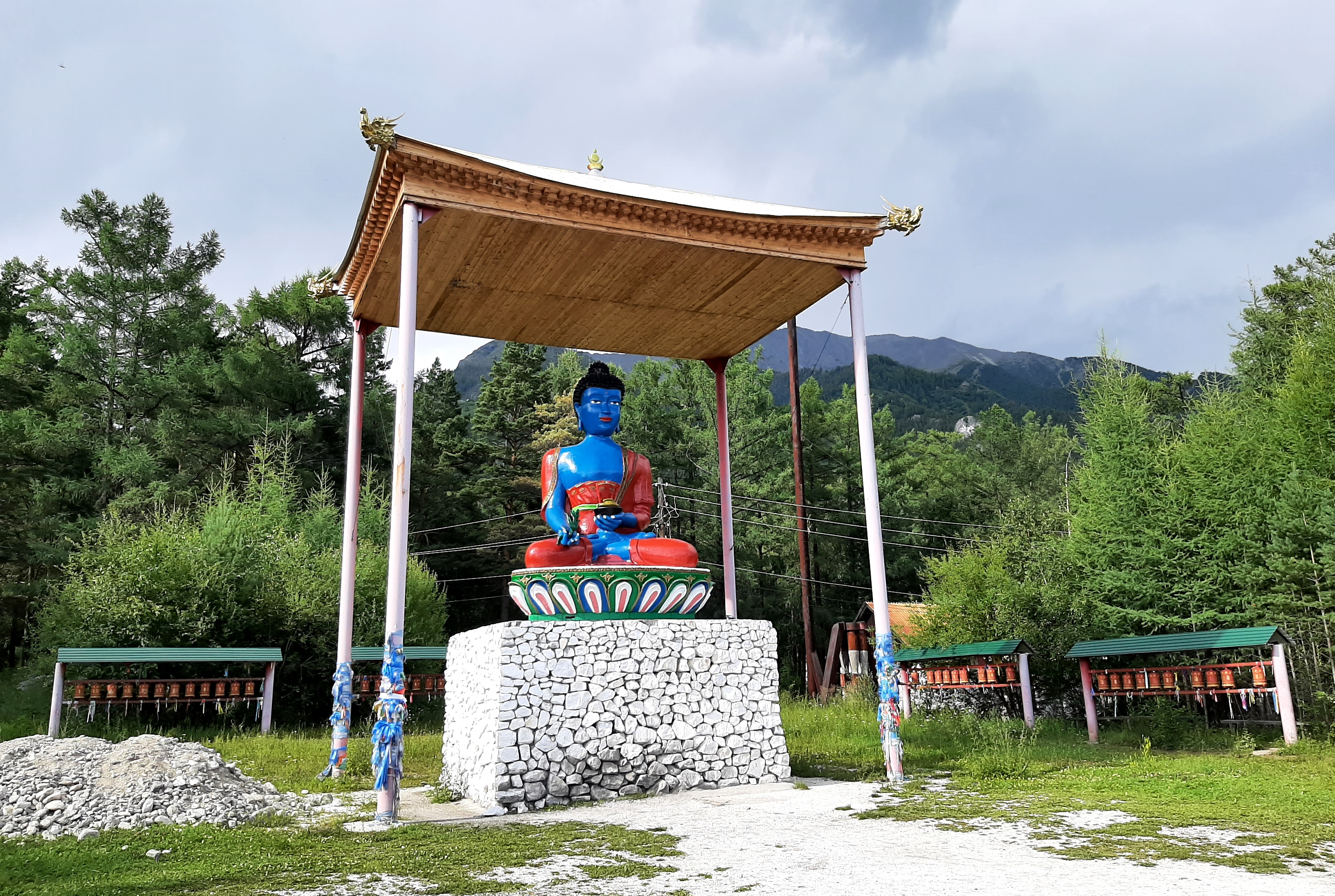
Будда Медицини